# Progress MS-22
Progress MS-22 – misja statku transportowego Progress, prowadzona przez rosyjską agencję kosmiczną Roskosmos na potrzeby zaopatrzenia Międzynarodowej Stacji Kosmicznej.

## Ładunek
Całkowity ładunek, który Progress MS-22 dostarczył na Międzynarodową Stację Kosmiczną, ważył około 2500 kg. Statek dostarczył żywność, wodę, paliwo oraz inne zaopatrzenie.